# Сеячките
„Сеячките“ (на гръцки: Φυτεύτριες) е картина от кипърския художник Адамантиос Диамантис от 1932 – 1933 г.
Картината е нарисувана с маслени бои върху платно и е с размери 104 x 187 cm. Художникът Адамантиос Диамантис е един от стожерите на модерното изобразително изкуство в Кипър. „Сеячките“ охарактеризира ежедневния начин на живот, чрез който художникът увековечава ценностната система и начина на живот на кипърското население, дори го представя като ритуал. В картината фигурите на жените се сливат в едно с пейзажа.
Картината е част от колекцията на Държавната галерия за модерно изкуство в Никозия, Кипър.